# Saint-Sauveur-de-Peyre
Saint-Sauveur-de-Peyre era un comune francese di 279 abitanti situato nel dipartimento della Lozère nella regione dell'Occitania.
Dal 1º gennaio 2017 è divenuto comune delegato del nuovo comune di Peyre en Aubrac in seguito alla fusione con Aumont-Aubrac, La Chaze-de-Peyre, Fau-de-Peyre, Javols e Sainte-Colombe-de-Peyre.

## Società

### Evoluzione demografica
Abitanti censiti